# 파쿤도 메디나
파쿤도 악셀 메디나(스페인어: Facundo Axel Medina, 1999년 5월 28일 ~ )는 아르헨티나의 축구 선수이며, 마르세유에서 센터백 또는 레프트백으로 뛰고 있다.